# Géophone
Le géophone est aussi le nom d'un instrument de percussion
Un géophone est un capteur (et un transducteur), généralement de forme tubulaire, permettant l'enregistrement et/ou la mesure du vecteur vitesse des vibrations sismiques (ou micro-vibrations) au travers du sol. Ce n'est ni un accéléromètre ni un sismomètre ; c'est un peu l'équivalent de l'hydrophone qui fonctionne sous l'eau, et qu'on utilise pour enregistrer les vibrations sonores transmises par l'eau, qu'elles proviennent d'une hélice de navire ou de sous-marin, d'explosions sous-marines, ou de craquements. 
Il est notamment utilisé par les géophysiciens, pour enregistrer les tremblements de terre, vibrations de machines, et dans l'industrie pétrolière, minière ou de forage de tunnels, etc. Le géophone enregistre les échos de vibrations produites par des matériels produisant des vibrations, des chocs violents, ou les vibrations produites par des camions-vibreurs, en complément des carottages exploratoires (ou d'autres données pour dresser les cartes des formations géologiques).
Il n'est toutefois performant que dans la gamme des basses fréquences (4 à 400 Hz), ses performances se dégradant fortement dans les hautes fréquences. Des systèmes de correction existent ,, mais augmentent le coût du matériel.

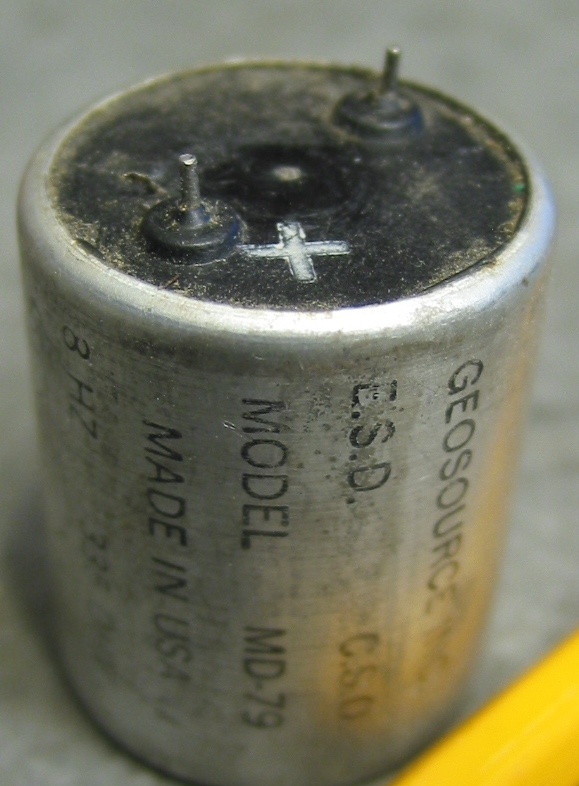
Geosource Inc. MD-79—8Hz, 335Ω geophone.

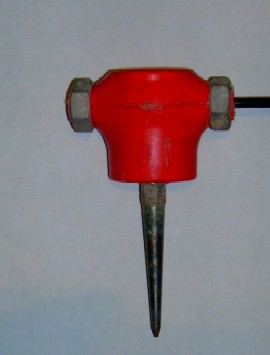
Exemple de géophone électromagnétique.

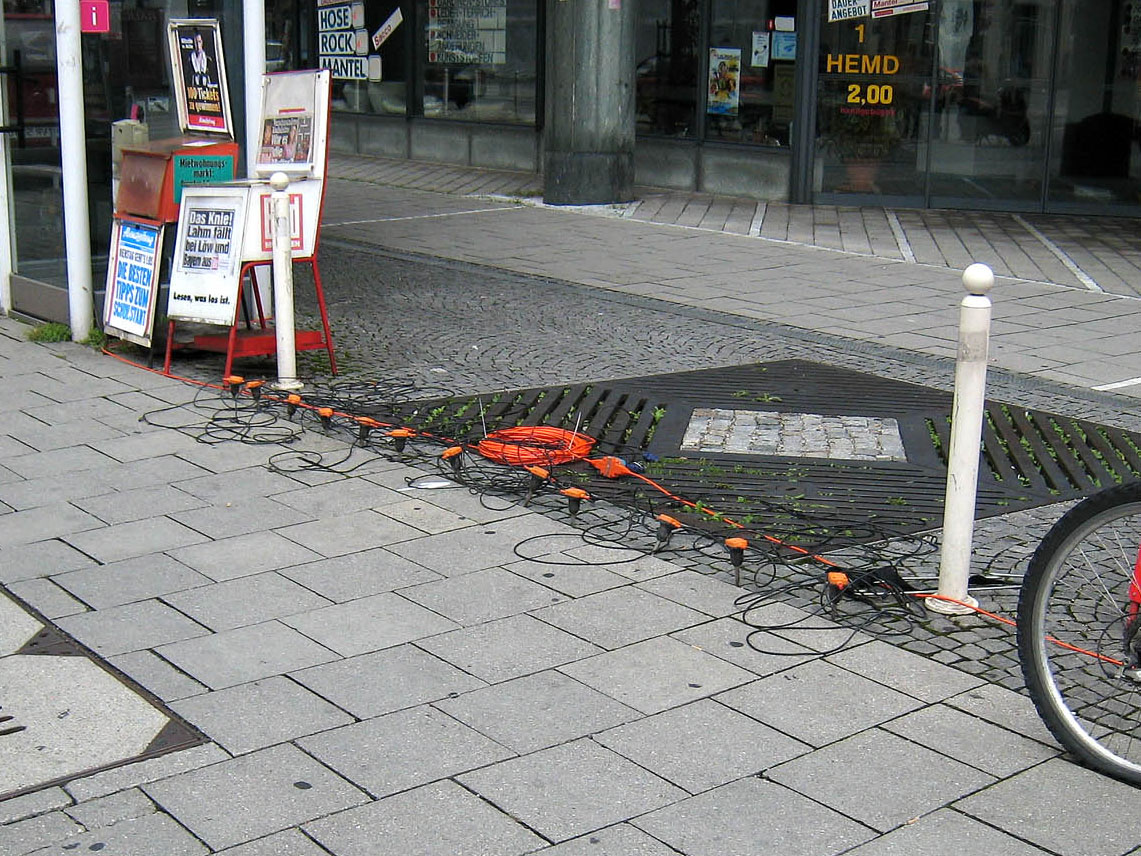
Géophones posés en série pour récolte de données de subsurface.

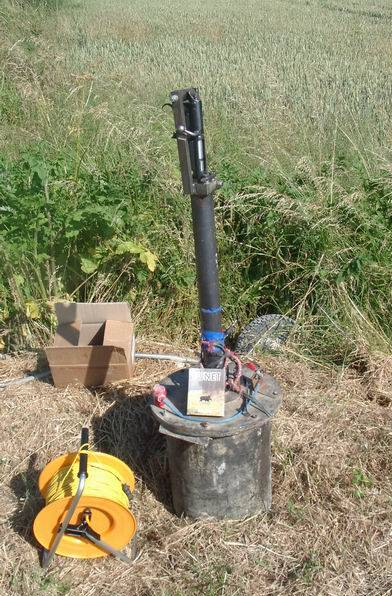
instrument (dit « Betsy Gun ») utilisé comme source de bruit (équivalent d'une explosion en surface du sol), dont les échos pourront être enregistrés par des géophones en surface ou en profondeur (placé dans un puits par exemple) et fournir des informations sur le sous-sol et les formations géologiques sous-jacentes.

Remarque : on nomme aussi parfois géophones des appareils plutôt apparentés à des microphones ou à un stéthoscope, utilisés pour l'écoute directe de bruits émis par exemple par des fuites de canalisations ,, ou par des personnes enfouies lors d'un séisme.

## Étymologie
Le mot « géophone » vient du grec ancien γῆ / gễ (« terre ») et φωνή / phônế (« voix »).

## Principe de la mesure
Cet instrument convertit les mouvements (déplacements) ou micro-mouvements (vibrations) du sol en tension. Ce courant électrique peut alors être utilisé pour déplacer une plume ou mine sur un rouleau de papier, ou être enregistré dans la mémoire d'un ordinateur pour analyse (immédiate ou ultérieure).
La déviation de cette mesure de la tension par rapport à la ligne de base est dite réponse sismique et sert à l'analyse des structures géologiques internes de la terre (couches géologiques, réseaux de failles, etc.).
Les Géophones ont été historiquement un matériel passif. Doté d'un circuit analogique, un géophone comprend généralement un ressort et une masse magnétique se déplaçant dans une bobine de fil en générant un signal électrique.
Des géophones de conception récente sont basés sur des systèmes microélectromécaniques qui génèrent une réponse électrique aux mouvements du sous-sol à travers un circuit de rétroaction active conçu pour maintenir la position d'un petit morceau de silicium.
La réponse d'un géophone à aimant/bobine est proportionnelle à la vélocité du sol dans son déplacement, alors que les dispositifs à système micro-électromécanique répondent plutôt proportionnellement à l'accélération du sol où est placé le géophone. Les microsystèmes électromécaniques ont un niveau de bruit beaucoup plus élevé que les autres géophones et ne peuvent être utilisés que pour la mesure de mouvements forts ou des applications sismiques actives.
La réponse en fréquence d'un géophone est celle d'une oscillateur harmonique, entièrement déterminée par la fréquence de coin (généralement autour de 10 Hz) et d'amortissement (généralement 0,707 Hz). La fréquence de coupure étant proportionnelle à la racine inverse de la masse en mouvement, la mesure d'une fréquence coin faible (<1 Hz) devient difficile. Il est possible d'abaisser la fréquence de coupure par voie électronique, mais au prix d'un bruit et d'un coût plus élevés.

## Limites en matière d'efficacité
La technique utilisée pour construire les géophones ne leur permet habituellement de répondre qu'à une seule dimension de l'onde (généralement l'onde descendante ou montant verticalement dans le sol), alors que les ondes sismiques naturelles ou causées par des explosions ou la fracturation hydraulique et les ondes réfléchies circulent dans le sol de manière tri-dimensionnelle. 
On[Qui ?] a donc conçu pour certaines applications des systèmes à trois composants (géophones 3-C) sont utilisés. Dans les dispositifs analogiques de ce type, trois éléments à bobine mobile sont montés avec un arrangement orthogonal .

## Usages

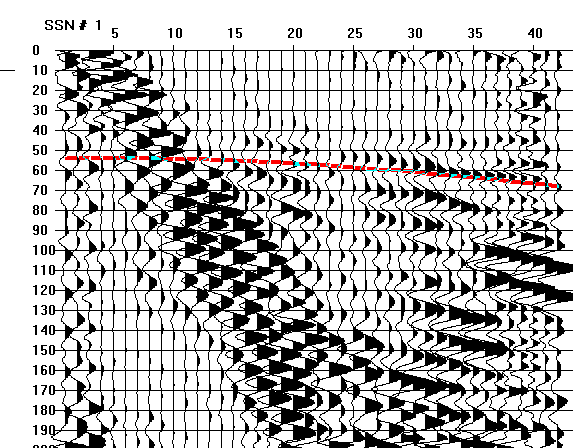
Exemple de sismogramme.

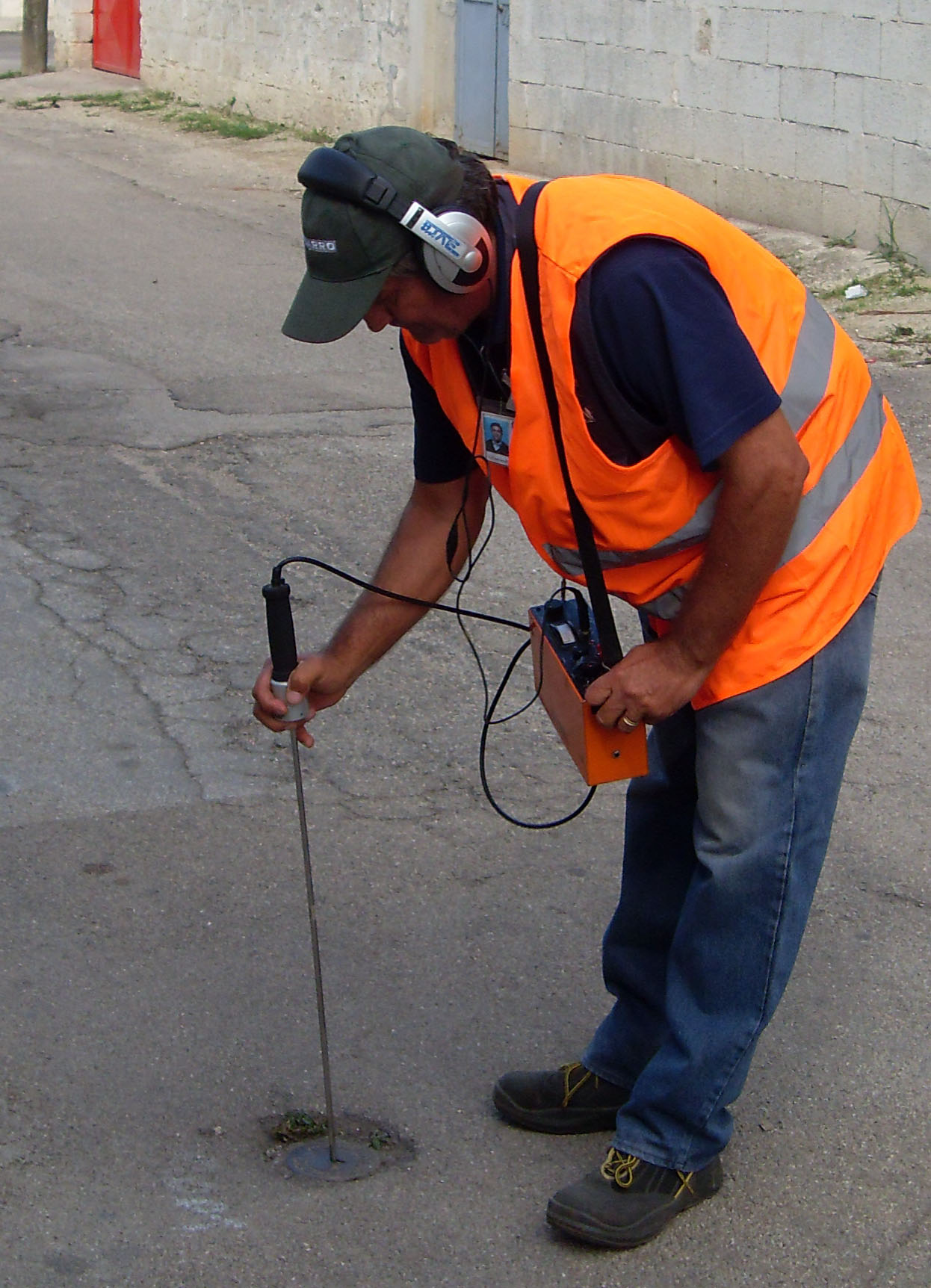
Autre type de géophone.

Les principales informations apportées par les géophones sont :
- des spectres de fréquence d'événements de type sismique ou « bruit souterrain »
- des données de type présence/absence de vibration ;
- des données sur la temporalité des événements (si le matériel est bien couplé à une horloge de référence ;
- des données de phase ;
- des données sur l'amplitude (relative ou étalonné) d'un évènement ;
- des données sur l'orientation et la direction, à condition de disposer d'un réseau de plusieurs instruments permettant la triangulation tridimensionnelle (XYZ) ou sur un plan (XY) ;
- des données sur la distance (nécessite une horloge de précision et une triangulation précise), éventuellement obtenue via analyse des variations de l'amplitude du signal recueilli par des capteurs très dispersées) ;
- des données sur la forme d'onde (nécessite des logiciels complexes et des compétences d'interprétation des formations souterraine et des formes d'onde) ;
- des données sur le déplacement d'animaux, y compris d'animaux fouisseurs très discrets peuvent être obtenues. C'est ainsi qu'on commence à suivre en Australie l'Itjaritjari (nom aborigène d'une taupe marsupiale qui ressemble à une taupe dorée, vivant très discrètement dans les déserts de sable de l'intérieur de l'Australie). En Afrique on peut mieux étudier le rat-taupe (Georychus capensis[7]) et en Afrique du Sud plusieurs espèces d'animaux apparentés à des taupes des déserts de sable [8]; Il semble d'ailleurs que le système auditif de ces animaux fonctionne un peu à la manière d'un réseau de géophones, leur permettant de trianguler la position de leurs proies au sol ou dans le sol, mais ces animaux détectent les basses-fréquences, ce que les géophones font mal[7].

La majorité des géophones sont utilisés pour la sismologie de réflexion, pour enregistrer les vagues d'énergie dispersées, réfléchies par les structures géologiques de subsurface. Dans ce cas, l'intérêt principal est dans la mesure et l'étude du mouvement vertical de la surface de la Terre. Cependant, si toutes les ondes ne sont pas verticales, les fortes secousses ou vague horizontalement transmises à la manière d'un « raz de marée » génèrent également des mouvements verticaux qui peuvent d'ailleurs oblitérer les signaux verticaux plus faibles.
Néanmoins, utilisant un réseau de capteurs d'une grande superficie, accordé à la longueur d'onde du raz de marée, les signaux du bruit dominant peuvent être atténués et les signaux de données plus faibles renforcé.
Les géophones analogiques sont des appareils très sensibles. ils peuvent enregistrer les tremblements de terre, affaissements miniers, microséismes ou sources sismiques puissantes et éloignés. Les signaux faibles peuvent cependant facilement être noyés par des signaux plus forts provenant de sources locales. Quand ils proviennent d'évènements importants mais éloignés, ils peuvent être récupérés et identifiés par l'analyse corrélative de signaux enregistrés par plusieurs géophones déployés sur une surface assez vaste. Les signaux qui ne sont reçus que par un seul ou quelques géophones peuvent être attribués à de petites manifestations locales, alors que les petits signaux enregistrés de manière uniforme par tous les géophones éloignés les uns des autres dans un même plan peuvent être attribués à un événement lointain et donc significatif (grands tremblements de terre, explosions nucléaires souterraines).
La sensibilité de géophones passifs est généralement de 30 V/(m/s), ce qui ne leur permet généralement pas de remplacer les sismomètres haut débit.
Des géophones sont également utilisés ou utiles pour la mesure ou surveillance d'événements très locaux. Un exemple notable est la mesure de la distance de capteurs au sol Remote Ground Sensors (RGS) incorporé dans les systèmes dits Unattended Ground Sensor (UGS). Ces applications permettent la surveillance d'une zone d'intérêt qui, informe de sa pénétration par un gestionnaire de réseau, par un signalement éventuellement appuyée par des données photographiques.
Depuis les années 1970, des applications informatiques (modélisations, logiciels d'interprétation), de plus en plus performantes sont utilisées pour l'aide à l'interprétation des données, afin notamment de produire des cartes du sous-sol présentant moins d'incertitude géologique, surtout pour répondre aux besoins de l'industrie pétrolière et gazière  qui cherche à exploiter des ressources fossiles autrefois inaccessibles, offshore, couches profondes, ou pauvres (gaz de houille, gaz de schiste, pétrole dit non conventionnel provenant par exemple des sables bitumineux, etc.).
Les techniques de forage horizontal et de fracturation hydraulique utilisent aussi des capteurs « sismiques » pour guider les têtes de forage dans les bonnes couches et tenter de mesurer l'importance de la fracturation des formations géologiques riches en carbone fossile, de manière à perdre moins de gaz de fluide de fracturation dans des couches voisines perméables, failles déjà présentes, etc. Les capteurs sont alors placés dans le puits même ou dans des puits voisins déjà épuisés.

## Prix
Leur prix varie de quelques dollars à 1 000 dollars, selon le type de connecteurs (bornes, connecteurs coaxiaux, etc.) leur degré de précision, la fréquence de résonance (les basses fréquences sont plus difficiles à mesurer, et imposent des géophones plus cher et plus volumineux) et les usages prévus (mesure des basses fréquences, géophones multicanaux, à mémoire, à dispositif de télétransmission, etc.) .